# Phyllocephalum scabridum
Phyllocephalum scabridum là một loài thực vật có hoa trong họ Cúc. Loài này được (DC.) K.Kirkman miêu tả khoa học đầu tiên năm 1981.